# 閩民系
閩民系（びんみんけい）、閩語を話す漢族の一派である。

## 概要
中国河南省洛水一帶で始まったとされ、現在では台湾や中国大陸の福建省中部～南部を中心に住んでいる。
また、古代から移民が盛んで四大華僑族群のひとつでもある。
河洛は河南省、洛陽を意味し、閩南語を話す漢民族がそこから南下してきたとの伝承にちなむ。伝承や言語学的研究によれば、西周～春秋時代に中原に居住していた漢民族が、長江下流域を経て、福建に定住。17世紀以後、その一部が台湾に移住したのが河洛人である。
もっとも純粋な漢民族というより、南下漢民族が現地原住民と混血して、河洛人が形成されたと考えられている。たとえば台湾なら、福建河洛人と、台湾原住民とが混血して台湾河洛人となったわけである。
もっともこの解釈は、中国大陸からの文化的断絶と、台湾の独自性の強調を目指す台湾の民主進歩党政権下で進められたものだということは、理解しておく必要がある。

## 歴史
現代閩海人は西晋末年および六朝から五代の時代に中原から福建一帯に移り住んだ漢族と、閩海越族(百越)から成ると言われる。
中原からの漢族の移民が盛んになったのは、晋代永嘉二年即公元308年に発生した五胡乱華からだと言われ、唐代末期には、中原からきた陳元光、王潮、王審知らが閩国を建てるという事件があり、その頃がピークだといわれる。
その後、福建の海上貿易の発展と農業不良から閩海の人たちは潮州、雷州半島、台湾島、海南島、東南アジアへの移民をはじめ、近現代に入ってもいまだヨーロッパ、アメリカ、日本などへの移民が盛んであるため、華僑最大の族群である。

## 言語
閩海河洛民系が母語とする閩語はたくさんの種類、方言があり、それぞれ閩東語（福州語福安語など含む）、閩北語、閩中語と閩南語（台湾語）などがある。また、潮州（潮州語）や雷州地区(雷州語)、海南島(海南語で話される方言）も閩語の内とされることもある。これらは同じ閩語系でもお互い意思疎通はとても困難である。

## 居住地
現在全世界で6000万人いるとされ、主に中国福建省、広東省、海南島、香港、マカオ、台湾、アジアではシンガポール、マレーシア、インドネシア、フィリピン、タイ、ブルネイ、日本など、そして近現代での移民が多いイギリス、フランス、アメリカ、カナダなどに住んでいる。